# Drugs in Suriname
Bij drugs in Suriname gaat het vooral om de rol als doorvoerland van cocaïne uit oorspronkelijk Colombia. Bij tijden zijn ook drugslaboratoria (kokerijen) in het land actief geweest. Bij de drugstransporten zijn politici op het hoogste niveau betrokken. De doorvoer van cocaïne heeft Suriname in het buitenland het imago van narcostaat opgeleverd.

## Doorvoerland van cocaïne

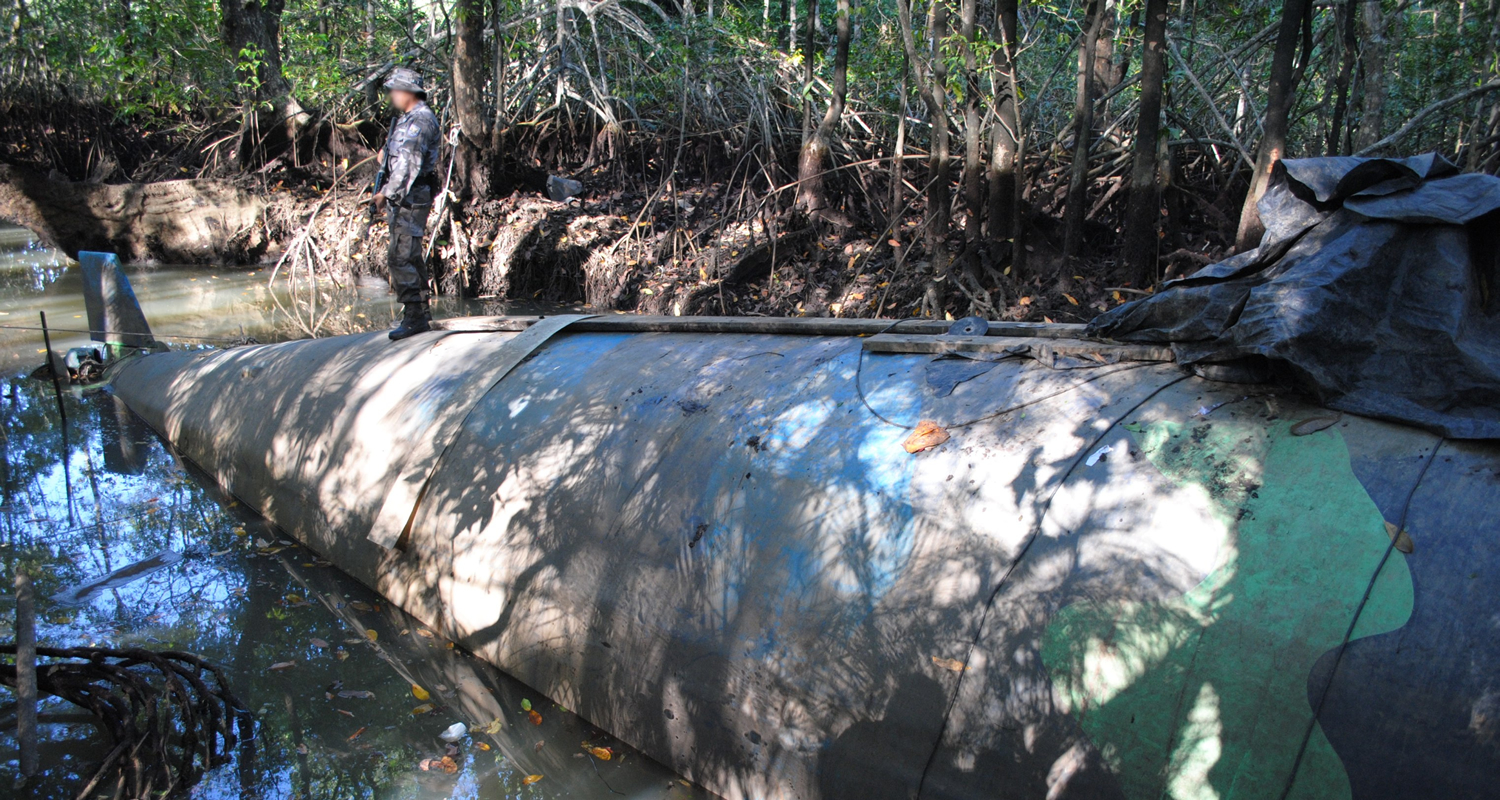
Onderzeeboot voor drugstransport, 2010
(hier: Ecuador)

### Herkomst
Suriname speelt een rol in de doorvoer van cocaïne van Colombia naar andere delen van de wereld. De Franse krant Le Monde onderzocht tussen 2020 en 2023 satellietbeelden, politierapporten en andere gegevens en publiceerde over een netwerk van betrokken illegale en officiële landingsbanen in Suriname. De routes verliepen oorspronkelijk dikwijls via Brazilië, zo blijkt uit een parlementair Braziliaans onderzoek uit 1999 en getuigenissen van oud-politiefunctionaris Mauro Sposito.
Volgens de Verenigde Naties produceert Colombia begin jaren 2020 circa zestig procent van alle cocaïne in de wereld. Het vervoer gebeurt in het noorden van Zuid-Amerika met kleine vliegtuigen, vissersboten en onderzeeboten. De vliegtuigen die hiervoor gebruikt worden hebben een bereik van 200 km, voordat er bijgetankt moet worden, en komen Suriname binnen vanuit met name Venezuela. Signalen die de vliegtuigen wettelijk gezien moeten uitzenden, worden onderweg uitgezet om onder de radar te blijven. Voor Le Monde bleven de vliegtuigen zichtbaar via satellieten vanwege zich voortbewegende rode, groene en blauwe punten. Uit een onderzoek van meer dan duizend satellietbeelden werden 64 vluchten waargenomen waarvan in 25% van de gevallen het signaal was uitgezet. Het tarief begin jaren 2020 voor de aflevering in Suriname van vierhonderd kilo cocaïne is 150 duizend USD.

### Bestemming

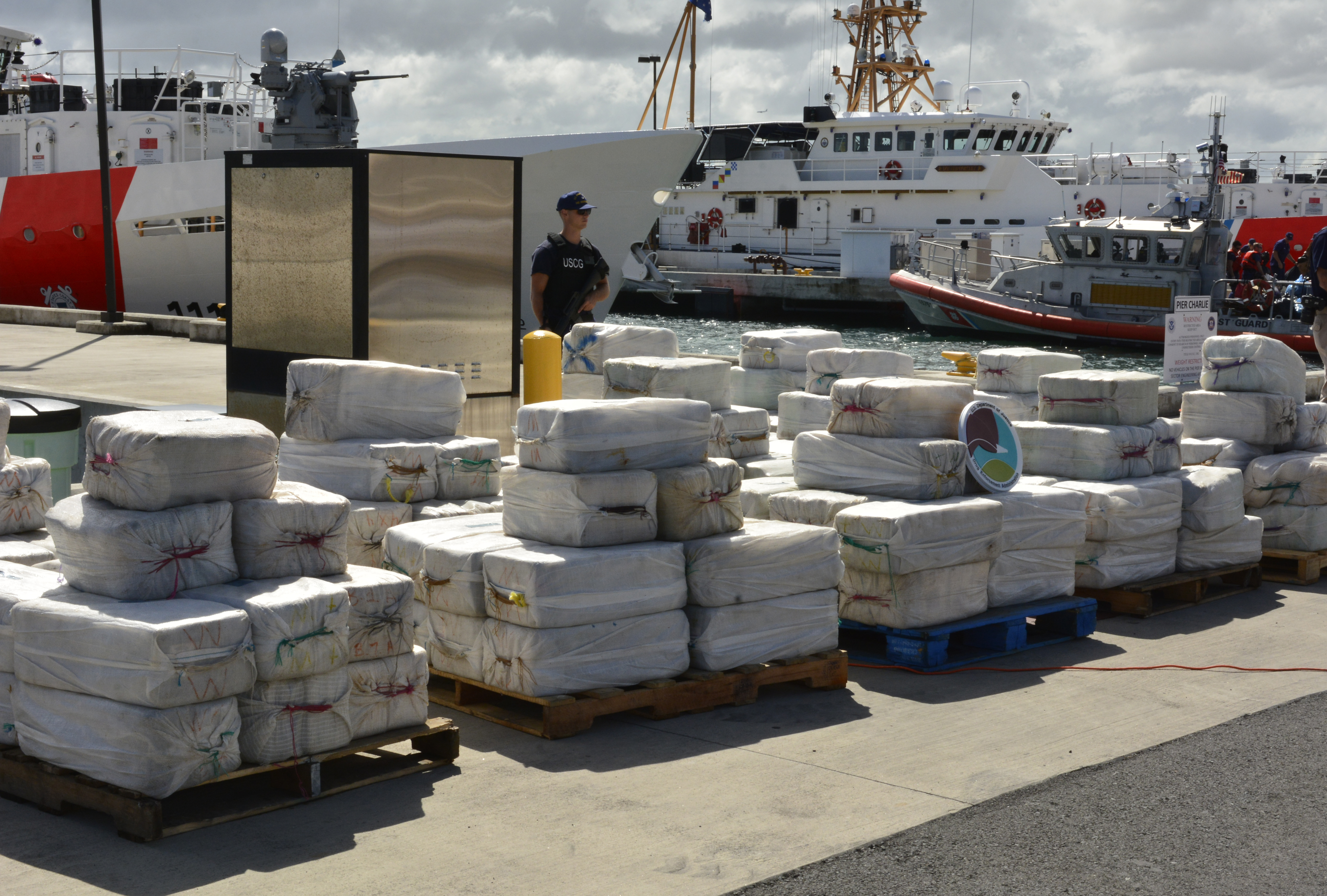
Vangst van 4200 kilo cocaïne, 2017
(hier: afkomstig uit Guyana)

Het vervolgtransport voltrok zich vanwege de historische betrekkingen lange tijd naar Nederland. Voormalig veiligheidsagent van Bouterse, Marcel Nelom, deed in 1994 een boekje open tegenover De Groene Amsterdammer: "De cocaïne werd verpakt in vis, pompoenen, hout, noem maar op, en zo verscheept of gevlogen naar Miami of Nederland. Soms werden er van de opbrengsten levensmiddelen of gas gekocht, die dan weer in Suriname werden verkocht. Zo werd het geld witgewassen." Volgens Ruben Rozendaal aan De Ware Tijd werd er ook gesmokkeld als luchtvracht.
De lijn naar Europa veranderde toen begin jaren 2000 de controles op Schiphol werden verscherpt. De routes werden vervolgens verlegd via zee en via de dagelijkse luchtverbinding vanuit het aangrenzende Frans-Guyana. Een op de twee inwoners van Frans-Guyana leeft rond de armoedegrens en is vatbaar voor de verlokkingen van de snelle verdiensten. Onder hen worden bolletjesslikkers geronseld die de drugs in Suriname kopen, met een korjaal de 520 km lange poreuze grens oversteken en dan per taxi van Saint-Laurent naar Cayenne rijden voor een Air France-vlucht naar Parijs. Tijdens de taxiritten en op de luchthaven van Cayenne-Félix Eboué worden weliswaar bolletjesslikkers opgepakt, maar er is te weinig douane en politie om alles te kunnen onderzoeken. In Cayenne zijn er slechts zo'n tien plaatsen beschikbaar om drugs uit een mensenlichaam te verwijderen. Hierop spelen drugshandelaren in door zoveel mogelijk mensen tegelijk naar de luchthaven te sturen en zo het systeem te verzadigen. Het deel dat wordt gearresteerd vormt amper een barrière om nieuwe bolletjesslikkers te werven. Het risico dat een bolletje in de maag barst is in de loop van de jaren verminderd door de bolletjes van meerdere lagen plastic te voorzien. Tussen 2014 en 2022 steeg de hoeveelheid in beslag genomen cocaïne in Frans-Guyana van 100 naar 1600 kilo jaarlijks. Onder de smokkelaars bevinden zich niet alleen jongeren of mensen uit de lagere sociale klassen. Begin jaren 2020 werden ook een burgemeester, politieagent en vakbondsleider gearresteerd vanwege cocaïnehandel. Het grote geld gaat naar de leiders en maar een paar honderd tot vijftienhonderd euro naar de koeriers.
De drugsroute via Suriname is de Franse regering al jarenlang een doorn in het oog. In 2022 bezocht de Franse minister van Justitie, Éric Dupond-Moretti, Suriname met het doel de grensoverschrijdende drugscriminaliteit in te dammen. Volgens de Franse ambassadeur Nicolas de Lacoste begin 2024 zou de smokkel via Cayenne sterk zijn afgenomen omdat de 100 procent controle zou worden doorgevoerd.

## Geschiedenis van de Surinaamse netwerken

### Jaren 1980
In 1982 stortten de inkomsten in van het militaire regime onder leiding van Desi Bouterse en in 1986 ontstond er geldnood voor het Junglecommando onder leiding van Ronnie Brunswijk. Deze omstandigheden katalyseerden de opkomst van drugsnetwerken in Suriname. 

#### Geldtekorten voor het militaire regime

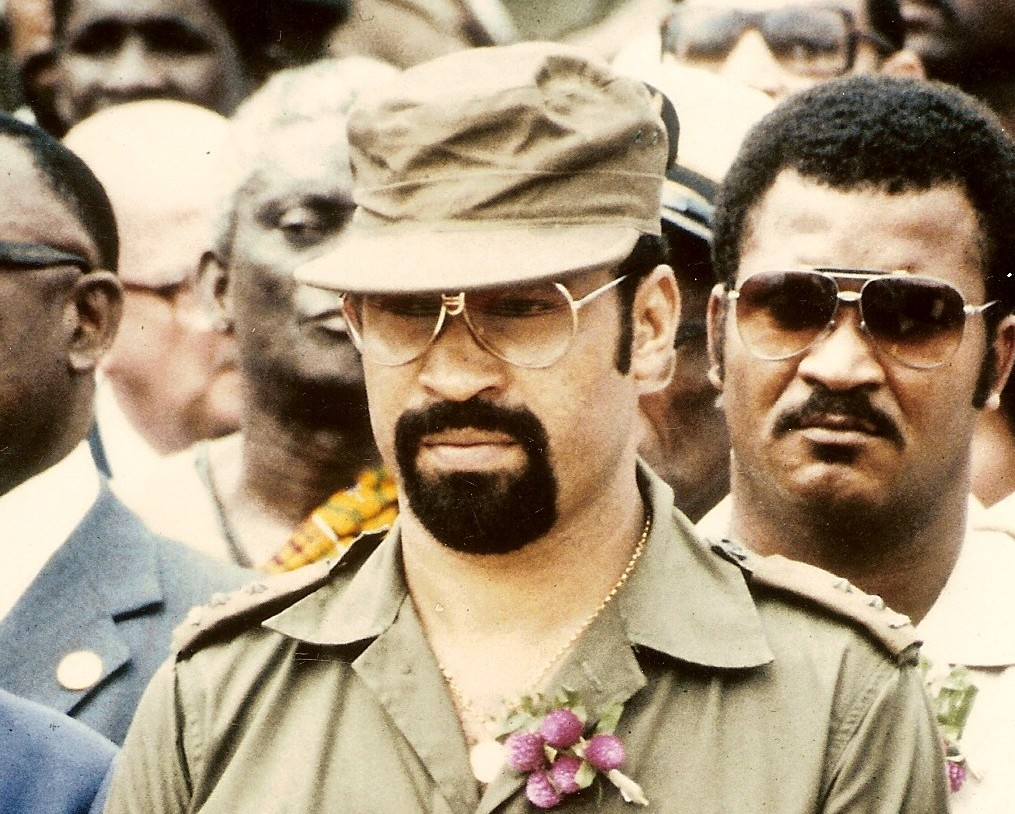
Legerleider Desi Bouterse in 1985

In december 1982, twee jaar na de Sergeantencoup, rekende het militaire regime tijdens de Decembermoorden af met vijftien politieke tegenstanders. De schok was groot, niet alleen in Suriname maar ook erbuiten. Nederland en de Verenigde Staten stopten direct met de ontwikkelingshulp, waarna de Surinaamse economie instortte. Ook staakte de Nederlandse defensie alle ondersteuning aan de Surinaamse Krijgsmacht (SKM). Tot dan toe leverde Nederland de wapens en betaalde ook de salarissen van het militaire personeel. Hiermee werden de militairen direct geraakt, die tot die tijd een riant inkomen hadden gehad en daar ook naar leefden. Een kapitein verdiende in die tijd bijvoorbeeld evenveel als een Surinaamse minister.
Om de financiële huishouding weer op orde te brengen, zocht het militaire regime financiering bij internationale instellingen, zoals de Inter-Amerikaanse Ontwikkelingsbank, maar zonder resultaat. In deze tijd begonnen de militairen met de drugshandel en ontstonden er contacten met Colombiaanse drugskartels. Tijdens het militaire regime gebeurde er in Suriname niets zonder medeweten van de Nationale Militaire Raad, met Bouterse als sterke man. Een van de betrokken militairen was Ruben Rozendaal die persoonlijk toekeek op de aanleg van zo'n tien illegale landingsbanen, verspreid van west naar oost in het binnenland. Het zware werk werd goed betaald en er werd geholpen door inheemsen en marrons.
Nederlandse diplomaten en rechercheurs merkten de opkomst van de Surinaamse drugshandel op, vanwege een aantal Surinaamse militairen dat zich verrijkte en geruchten over geheimzinnige vliegtuigjes in het binnenland. De Amerikaanse War on Drugs bevond zich op dat moment op een hoogtepunt en de Colombiaanse drugskartels zochten alternatieve routes om cocaïne naar het Westen te transporteren. Eind 1984 meldde de informant Dick Stotijn dat uit een telefonisch contact met Etienne Boerenveen was gebleken dat de Colombiaan Don Michel tien miljard dollar in Suriname wilde investeren voor de opzet van een complete cocaïnebusiness. Deze werd gebouwd in het zuidelijke binnenland en – nadat Boerenveen doorkreeg dat de Amerikanen deze ontdekt hadden – verplaatst naar een locatie nabij Paramaribo. Met inlichtingen van Sotijn werd Boerenveen later in Miami in de val gelokt en berecht. Bouterse besefte dat hij in het vizier van de Amerikanen lag. Hij moest nog voorzichtiger zijn, wilde hij niet opgepakt worden.

#### Geldtekorten voor het Junglecommando

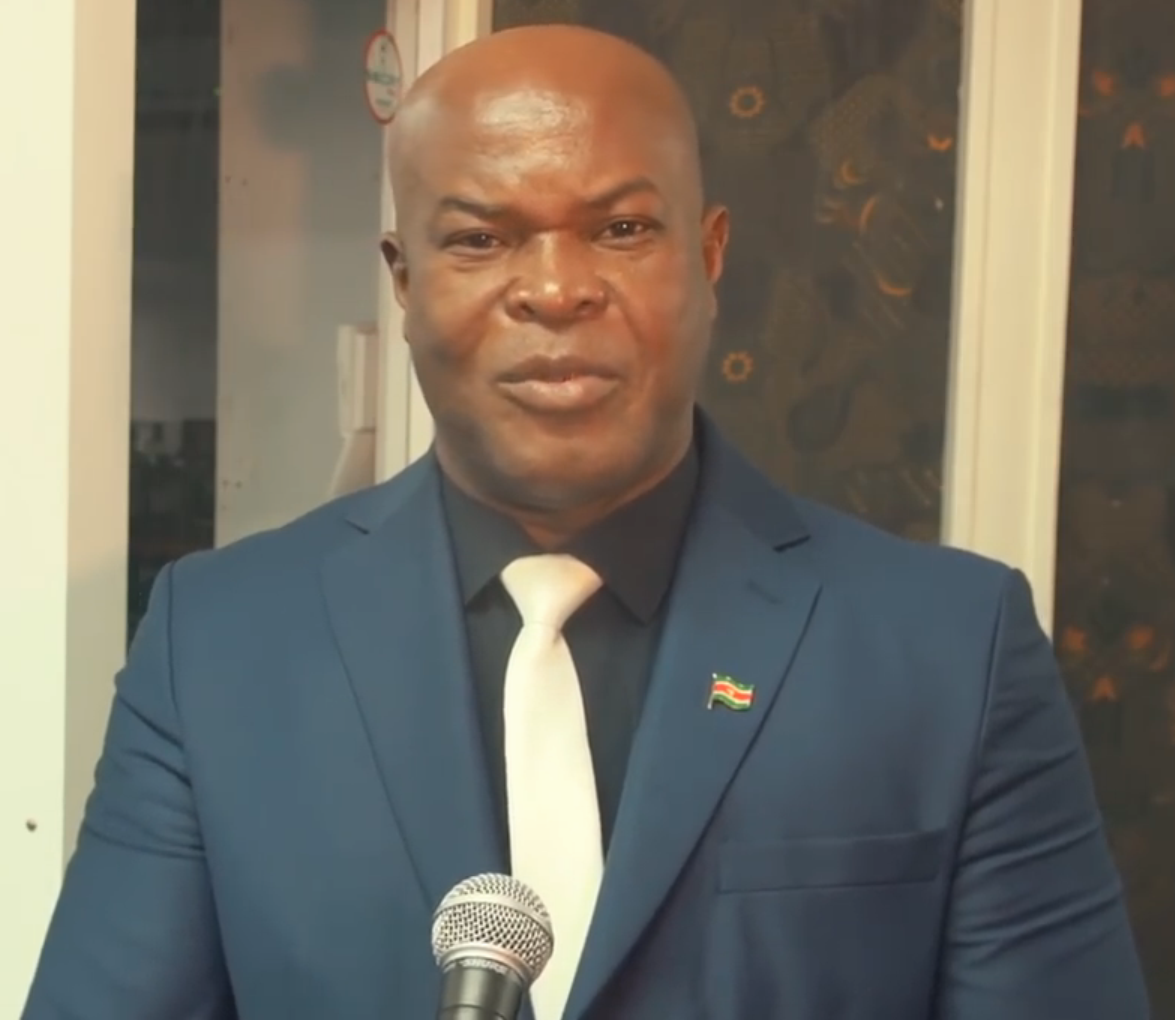
Vicepresident Ronnie Brunswijk in 2020

In 1986 brak in Suriname de Binnenlandse Oorlog uit. Om het Junglecommando in financiële problemen te brengen, zette het Nationale Leger een zogenaamde geldzuivering op en waren burgers verplicht om biljetten binnen drie dagen in de stad om te wisselen. Door de oorlog was het binnenland nog meer geïsoleerd dan ervoor, waardoor het geld van de binnenlandbewoners en het Junglecommando in een klap waardeloos was geworden. Een uitweg werd gevonden in de professionalisering van de goudwinning. Daarnaast raakte ook Junglecommandoleider Ronnie Brunswijk betrokken bij de internationale drugshandel.

### Situatie vanaf 1990
In minder dan tien jaar tijd nam het transport van cocaïne van Suriname naar Nederland een vlucht. De handel kwam binnen via de luchthaven Schiphol en de haven van Rotterdam. Wat Schiphol betreft kwam in 1989 een kwart en in 1990 de helft van alle onderschepte cocaïne uit Suriname. Die werd voor 70% in de bagage en voor 30% in doorgeslikte bolletjes aangetroffen. Suriname is sindsdien een ideaal doorvoerland, omdat de belangen van de handel doorwerken tot in de hoogste lagen van de politieke macht:
- Desi Bouterse bleef een machtsfactor in Suriname als oprichter en partijleider van de NDP en president van 2010 tot 2020.[1] Hij werd in 1999 in Nederland bij verstek veroordeeld tot 11 jaar gevangenisstraf wegens cocaïnesmokkel.[14] Een belangrijke rol in zijn netwerk was voor zijn zoon Dino weggelegd. Rond de eeuwwisseling werkte hij met ambassadeur Rupert Christopher op de ambassade in Brasilia. Toen hij bedreigd werd vanuit het circuit en uit een Braziliaans parlementair onderzoek bleek dat de ambassade een spil vormde in een groot crimineel drugsnetwerk, keerden ze direct terug naar Paramaribo.[2] Dino werd in 2005 in Paramaribo wegens drugshandel veroordeeld tot acht jaar gevangenisstraf en kwam in 2008 vervroegd vrij. In 2013 liep hij in New York tegen de lamp en werd veroordeeld tot 16 jaar en 3 maanden gevangenisstraf.[15] Zoon c.q. kleinzoon Walter Bouterse stal een arsenaal aan wapens uit de kluis van Desi Bouterse en pleegde in juni 2021 zelfmoord.[16] Andere vertrouwelingen in dit netwerk zijn onder meer Etienne Boerenveen (in 1986 veroordeeld tot 12 jaar gevangenisstraf in Miami en in 1991 vervroegd vrijgelaten),[9] Radj Oedit (in 2023 veroordeeld tot 12 jaar gevangenisstraf in Suriname)[17] en Bhagwandath Parmessar (in 2016 'geplukt' voor 58,5 miljoen euro in Nederland).[18]
- Ronnie Brunswijk is oprichter en partijleider van de ABOP en vicepresident sinds 2020. Hij werd vanwege cocaïnetransport in 1999 in Nederland bij verstek veroordeeld tot 8 jaar gevangenisstraf[19] en in 2000 in Frankrijk voor tien jaar.[20] In zijn netwerk bevinden zich onder meer Piet Wortel[1] (in 2014 veroordeeld tot zeven jaar gevangenisstraf in Nederland)[21] en Joël Martinus (Bordo)[1] (in Frankrijk bij verstek veroordeeld tot acht jaar gevangenisstraf[22] en sinds 2022 ondergedoken na een Surinaams opsporingsbevel wegens moord, drugs en witwassen.[23]

### Situatie rond 2020

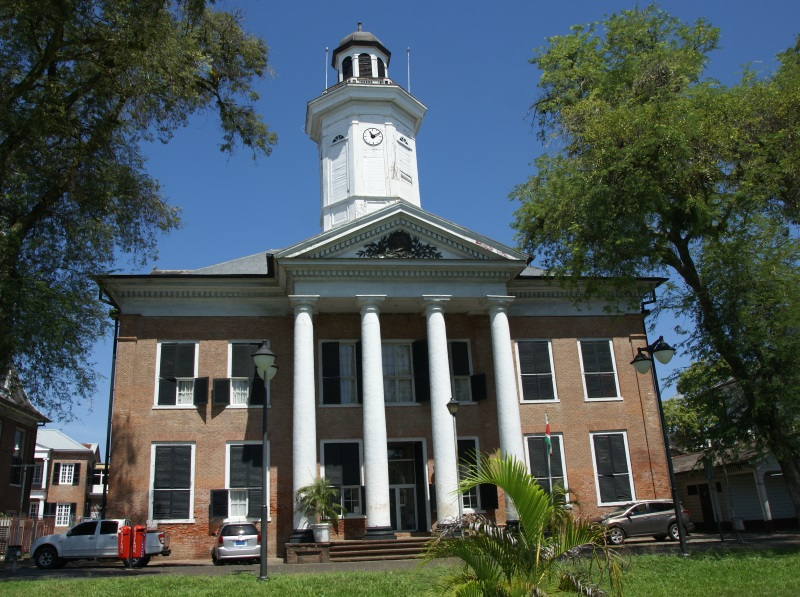
Het ministerie van Financiën, tot 2020 gevestigd aan het Onafhankelijkheidsplein

Het transnationale journalistieke project NarcoFiles onderzocht in 2022 gehackte e-mails en documenten die afkomstig zijn uit het kantoor van de procureur-generaal van Colombia. Hieruit komt naar voren dat de netwerken van Bouterse en Brunswijk met elkaar verbonden zijn en de toppolitici de rol vervullen van cocaïnemakelaar. In ruil voor smeergeld gebruiken ze hun connecties binnen de Surinaamse overheid ten behoeve van cocaïnesmokkel. Van deze Surinaamse cocaïneroute wordt gebruik gemaakt door zowel het Colombiaanse Nationale Bevrijdingsleger als de FARC.
In een e-mail van 25 augustus 2020, een maand nadat Brunswijk aantrad als vicepresident, beklaagde de Amerikaanse DEA zich erover dat er geen enkele inbeslagname was en er geen mensen werden gearresteerd. Ook gaf de Surinaamse politie een in beslag genomen partij cocaïne terug nadat duidelijk werd dat het eigendom was van de criminelen Brian Blue en Jayant Roman met belangrijke connecties. Volgens een anonieme verklaring van een hooggeplaatste veiligheidsofficier zou Blue Brunswijk hebben omgekocht om de situatie te kalmeren. Blue werd in 2018 in Brazilië bij verstek veroordeeld tot 21 jaar gevangenisstraf. In Suriname loopt hij vrij rond en is er geen interesse in zijn vervolging.
Een ondernemer die in verband is gebracht met de netwerken van zowel Bouterse als Brunswijk is Gilbert Samuels van Vortex Aviation. Ten tijde van de regering Bouterse werd de aanschaf van zijn Cessna gefinancierd door het ministerie van Financiën. Volgens een bron van De Ware Tijd diende het toestel voor drugstransporten in het binnenland. In Amatopo is hij eigenaar van een eco-resort. De airstrip van Amatopo staat bekend als knooppunt van drugsvluchten uit het buitenland. Volgens een e-mail van de DEA transporteerde Samuels tot minstens het begin van 2020 cocaïne van Amatopo naar Zorg en Hoop Airport in Paramaribo. Volgens veel journalisten en voormalig politiecommissaris August van Gobbel waren er veel geruchten dat Brunswijk in nauw contact stond met Samuels. Deze verdenking werd ook in een e-mail van de DEA geuit. Bewijzen zijn hier niet voor.
Minister Kenneth Amoksi van JusPol zei in april 2024 in De Nationale Assemblée dat er rond de 400 tot 600 cocaïnedroppingen per jaar zijn in Suriname.
Medio 2025 verdwenen 300.000 Amerikaanse dollar en anderhalf kilogram drugs die de Surinaamse politie in beslag had genomen.

## Witwassen met goud

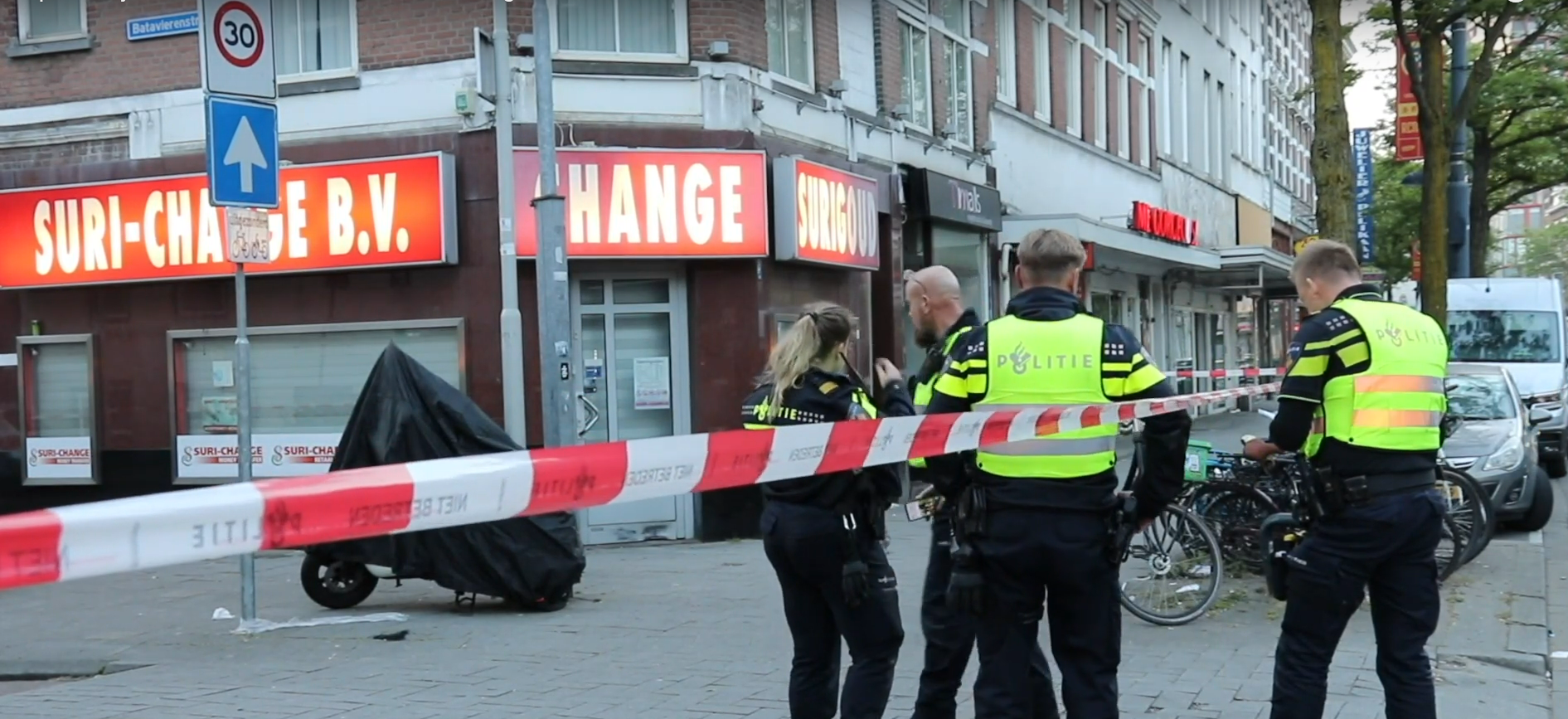
Suri-Change na aanslag in Rotterdam, mei 2023

Het Nederlandse Anti Money Laundering Centre stelt in het algemeen dat goud door drugshandelaren wordt gebruikt om waarde te verplaatsen. Nadat de cocaïne is verkocht in Europa, worden de contanten omgezet naar goud. Door het om te smelten is de herkomst niet meer te achterhalen. Daarbij is goud compacter dan contant geld, wat illegale verplaatsing eenvoudiger maakt. Goud is hierdoor een interessante manier voor criminelen om geld wit te wassen. Voor het Nederlandse Openbare Ministerie is dit in 2023 een reden om een rechtszaak aan te spannen tegen Piet Wortel, omdat hij voor miljoenen euro's aan goudstaven in zijn villa had liggen. In 2014 werd Wortel in Nederland al eens veroordeeld tot zeven jaar gevangenisstraf vanwege cocaïnesmokkel. Wortel verklaart dat het goud niet van hem is maar van Ronnie Brunswijk en afkomstig is uit Surinaamse goudconcessies.
Volgens de Nationale Risico Analyse, een onderzoek dat over de periode 2019-2020 is uitgevoerd, is het dreigingsniveau van onder meer witwassen hoog, en Suriname als doorvoerland van drugs de grootste dreiging. Dit vergroot ook de kans dat andere criminaliteit ermee gefinancierd kan worden – zoals de illegale winning en handel van goud en hout – of kan vergroten – zoals corruptie, moord, bedreiging, afpersing, omkoping en oneerlijke concurrentie. Volgens Hans Moison – van medio 2015 tot begin 2017 adviseur en directielid bij De Surinaamsche Bank – is corruptie voor banken de grootste bedreiging, vanwege de risico's op pogingen om geld wit te wassen. Een voorbeeld van hoe dit mis kan gaan, manifesteerde zich bij Suri-Change Nederland. Dit wisselkantoor raakte in 2023 zijn vergunningen van De Nederlandsche Bank kwijt op verdenking van witwassen via de instelling van drugsgeld.

## Slachtoffers
De Surinaamse drugshandel zorgde voor diverse slachtoffers. Verraad wordt vrijwel altijd afgestraft met de dood. In enkele gevallen zijn die bekend. Bij Ruben Rozendaal werd in de jaren 1980 geregeld cocaïne opgeslagen in zijn garage. Hierover zei hij in 2017 tegen De Ware Tijd: "Die werd altijd door twee militairen bewaakt, want je wilde niet dat er wat verdween. Dan kreeg je ongetwijfeld de kogel. Bouterse maakte wat dat betreft geen grapjes, of je nou vrienden met hem was of niet."
Ook lag de cocaïne vaak opgeslagen in loodsen van de kazerne en gebeurde het dat er onderlinge concurrentie ontstond tussen hoge officieren. In die jaren gebeurde het dat een soldaat Marcel Zeeuw toegang gaf tot een loods waar een partij cocaïne van Bouterse stond. De betreffende soldaat werd later dood langs de weg aangetroffen, zo bevestigden zowel Rozendaal als Marcel Nelom. "Door alles zo bikkelhard te controleren, kon Bouterse de handel zo professionaliseren en controleren," aldus Rozendaal. In 1988 bevonden Bouterse, Rozendaal en Steven Dendoe zich in Brazilië, toen de politie een "te vroege" inval deed en hen moest laten gaan. Rozendaal hierover: "Uiteraard hebben we die keer geen drugs meer gekocht omdat we beseften dat ze ons loerden. We werden nog voorzichtiger, omdat we wisten dat iemand ons had verlinkt ... Bouterse heeft hem later laten liquideren. Sindsdien konden we weer ongestoord onze zaakjes daar doen."
Andere dodelijke slachtoffers die in verband worden gebracht met drugshandel zijn de oud-voetballer Kelvin Maynard in Amsterdam-Zuidoost en Genciël Feller op Curaçao.
Over de drugstransporten in de jaren 1980 naar Nederland vertelde Nelom het volgende: "Ook gebeurde het nogal eens dat ze iemand in ruil voor geld en een gratis vakantie uit Nederland haalden om bij terugkeer wat cocaïne mee te nemen, zeg vijf kilo. Op hetzelfde vliegtuig ging dan iemand mee met vijftig kilo. Van tevoren werd de douane dan getipt over die Nederlander met vijf kilo op zak, en die werd dan aangehouden. De vijftig kilo kon zo ongemoeid het land uit."

## Cannabis in Suriname
In januari 2018 werd in De Nationale Assemblée een wijziging van de wet Verdovende Middelen aangenomen, die een THC-gehalte bij cannabis voor medicinale doeleinden van 1,5% niet langer meer verbiedt. In augustus 2019 maakte de regering afspraken met het overheidsbedrijf InVitroPlants om hennepteelt mogelijk te maken. In december 2020 werd voor het eerst geoogst. Eind 2024 gaf de regering goedkeuring aan de start van hennepteelt in honderd kassen.

## Netflix-serieNarco-Saints
In zijn serie over Suriname en de cocaïnehandel schreef De Ware Tijd in 2022 dat het niet anders dan te accepteren valt dat het land het predicaat narcostaat opgeplakt krijgt. "Dat die reputatie kan leiden tot de productie van een Netflix-serie als Narco-Saints kun je dus verwachten," aldus de krant. Deze Zuid-Koreaanse serie werd in 2022 uitgebracht, met als Koreaanse titel "Suriname". De filmopnames vonden echter plaats in de Dominicaanse Republiek en Korea zelf. Wel zijn Surinaamse symbolen in beeld gebracht, zoals SLM, Parbo Bier, de Times of Suriname en uniforms en wagens van de politie. De Surinaamse regering was er niet over te spreken dat Suriname werd afgeschilderd als narcostaat. Minister Albert Ramdin liet weten juridische stappen te overwegen en via bilaterale betrekkingen zijn beklag te doen. Via een speciaal afgezant bood president Yoon Suk-yeol een maand later zijn excuses aan president Chan Santokhi aan over het vertekende beeld in de serie. Ook maakten beide staatshoofden van de gelegenheid gebruik om economische betrekkingen te verstevigen.
Niet alleen Netflix maar ook in Spanje wordt Suriname geassocieerd met drugsmokkel. In februari 2025 lanceerde de Spaanse nationale politie een drugsvangstactie op zee onder de naam operatie Paramaribo.